# Ридело ал Монте (Мантова)
Ридело ал Монте је насеље у Италији у округу Мантова, региону Ломбардија.
Према процени из 2011. у насељу је живело 27 становника. Насеље се налази на надморској висини од 132 м.